# متحف نانجينغ
متحف نانجينغ(بالإنجليزية: Nanjing Museum)‏ يعد المتحف من أقدم المتاحف الموجودة في الصين حيث تم تاسيسة في عام 1933، يقع المتحف في مدينة نانجينغ في مقاطعة جيانغسو جنوب غرب الصين، حيث يقع على مساحة 70000 متر مربع يوجد في المتحف العديد من الآثار التي تمثل تاريخ المدينة بمختلف عصورها التاريخية.

## معرض صور

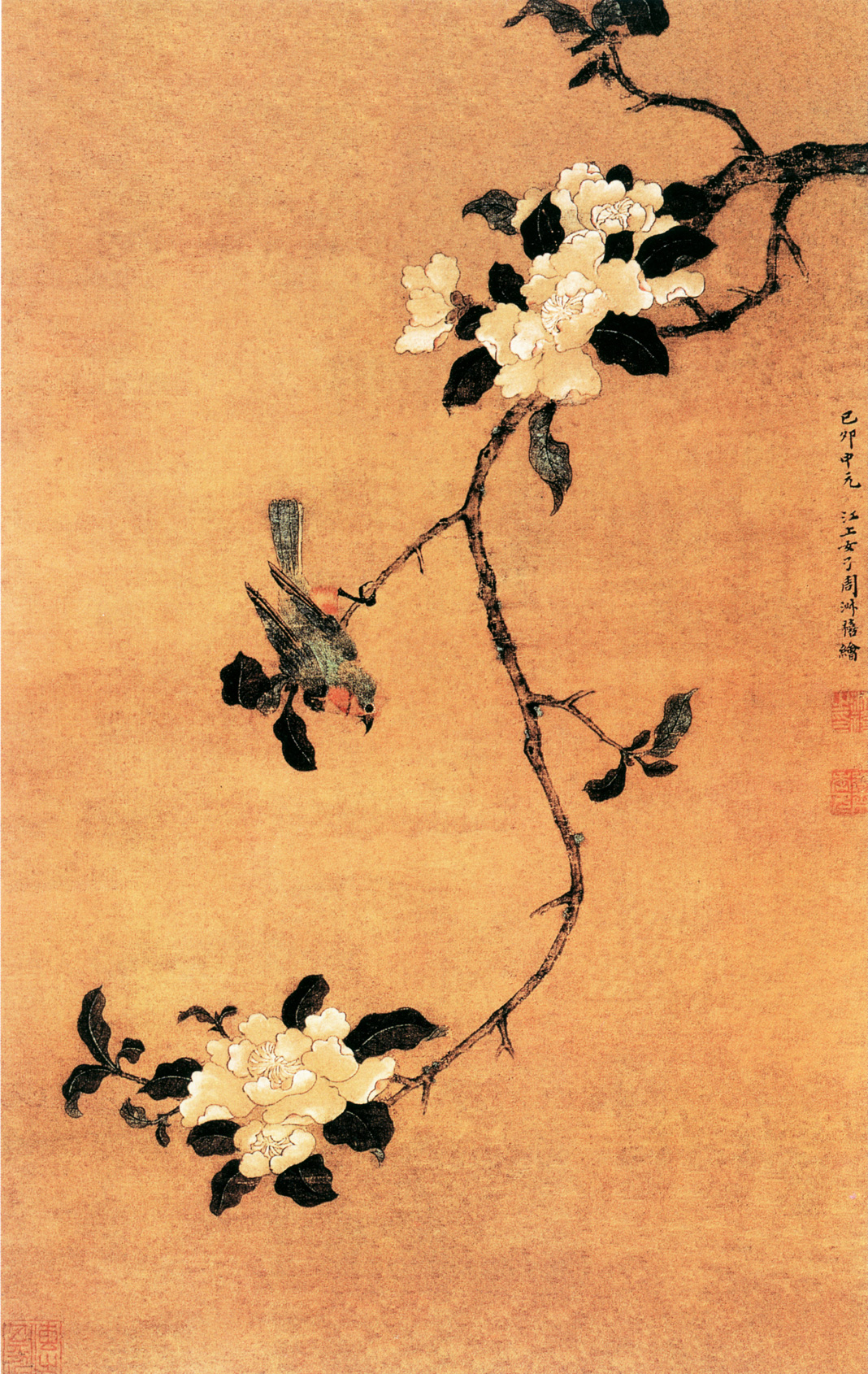
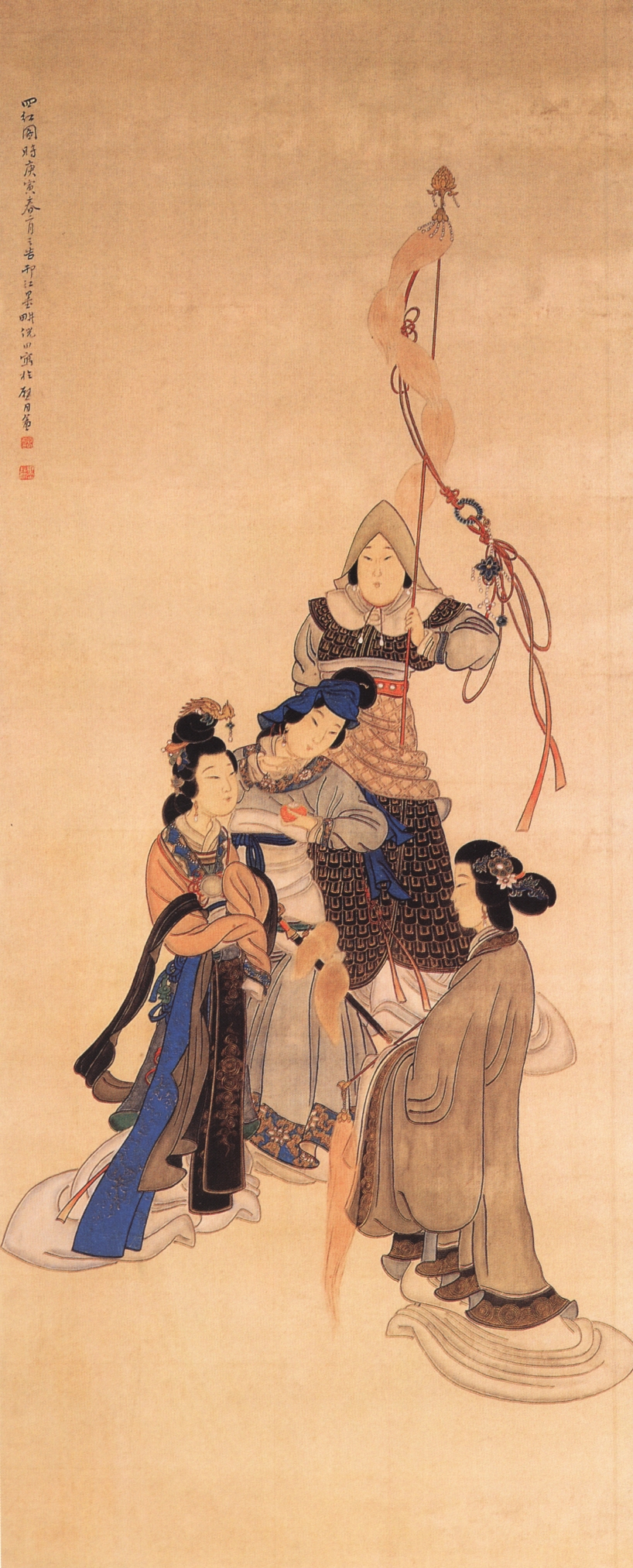
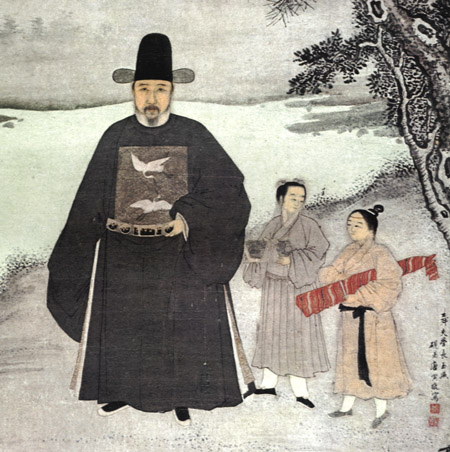
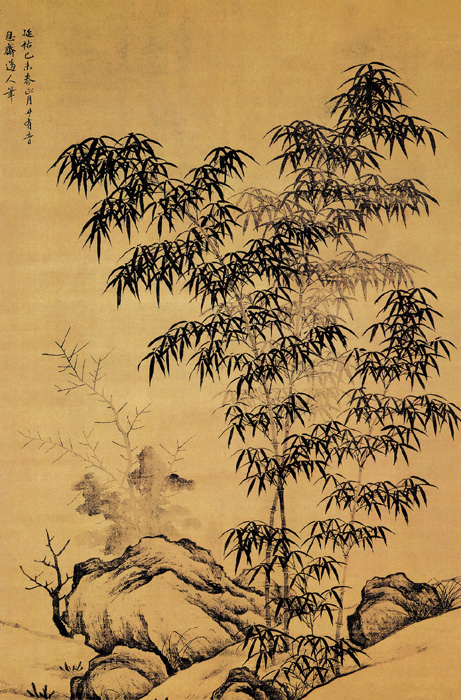
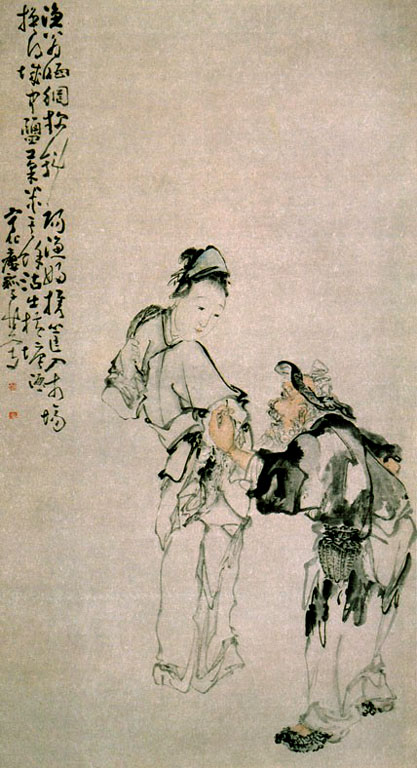
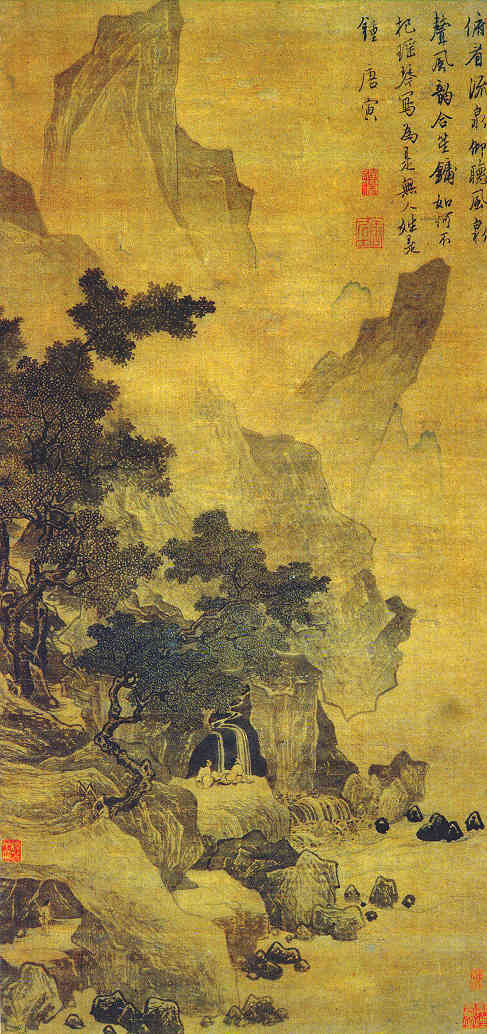